# Persone di nome Stefano/Calciatori
| Questa pagina contiene informazioni ricavate automaticamente dalle voci biografiche con l'ausilio del template Bio e di un bot. L'aggiornamento è periodico e automatico e ricostruisce completamente la pagina. Se manca una persona in questa lista, sei pregato di non aggiungerla, ma accertati piuttosto che la sua voce biografica contenga il template Bio e che i dati anagrafici siano correttamente compilati. Se il template Bio manca, inseriscilo tu stesso o, in alternativa, metti l'avviso {{tmp\|Bio}} che ne segnala la mancanza. Se i dati riportati sono sbagliati, correggi direttamente la voce biografica; le modifiche saranno visibili in questa lista entro pochi giorni. Per chiarimenti vedi il progetto antroponimi. La lista contiene solo le 76 persone che sono citate nell'enciclopedia e per le quali è stato implementato correttamente il template Bio. Pagina aggiornata al 22 lug 2025. |

Questa è una lista di persone presenti nell'enciclopedia che hanno il nome Stefano e sono calciatori.

## A(2)
- Stefano Aigotti, calciatore italiano (Sesto San Giovanni, n. 1907 - Reggio nell'Emilia, † 1952)
- Stefano Avogadri, ex calciatore italiano (Treviglio, n. 1985)

## B(6)
- Stefano Beltrame, calciatore italiano (Biella, n. 1993)
- Stefano Bensi, ex calciatore lussemburghese (Lussemburgo, n. 1988)
- Stefano Bono, ex calciatore italiano (Chiari, n. 1979)
- Stefano Borgonovo, calciatore italiano (Giussano, n. 1964 - Giussano, † 2013)
- Stefano Bosetti, ex calciatore italiano (Rapallo, n. 1962)
- Stefano Botta, calciatore italiano (Como, n. 1986)

## C(6)
- Stefano Calcagni, ex calciatore italiano (Roma, n. 1954)
- Stefano Callegari, calciatore argentino (Rosario, n. 1997)
- Stefano Casale, ex calciatore italiano (Potenza, n. 1971)
- Stefano Celozzi, ex calciatore tedesco (Günzburg, n. 1988)
- Stefano Chiodi, calciatore italiano (Bentivoglio, n. 1956 - Bologna, † 2009)
- Stefano Cincotta, ex calciatore guatemalteco (Città del Guatemala, n. 1991)

## D(9)
- Stefano Da Mommio, ex calciatore italiano (Piombino, n. 1961)
- Stefano Dadina, ex calciatore italiano (Imola, n. 1962)
- Stefano Dal Monte, calciatore italiano (Imperia, n. 1943 - Genova, † 2009)
- Stefano Dall'Acqua, ex calciatore italiano (Oderzo, n. 1981)
- Stefano Denswil, calciatore surinamese (Zaandam, n. 1993)
- Stefano Desideri, ex calciatore, allenatore di calcio e dirigente sportivo italiano (Roma, n. 1965)
- Stefano Di Lucia, ex calciatore italiano (Cerveteri, n. 1959)
- Stefano Dianda, ex calciatore italiano (Lucca, n. 1966)
- Stefano Dradi, ex calciatore italiano (San Giovanni in Marignano, n. 1951)

## F(3)
- Stefano Fanucci, ex calciatore italiano (Roma, n. 1979)
- Stefano Ferrari, calciatore italiano (Milano, n. 1921)
- Stefano Francescon, calciatore italiano (Torino, n. 1934 - Coassolo Torinese, † 2003)

## G(5)
- Stefano Gallio, calciatore italiano (Marostica, n. 1908)
- Stefano Giacomelli, calciatore italiano (Spoleto, n. 1990)
- Stefano Gioacchini, ex calciatore italiano (Roma, n. 1976)
- Stefano Gori, calciatore italiano (Brescia, n. 1996)
- Stefano Guidotti, calciatore svizzero (Locarno, n. 1999)

## H(1)
- Stefano Vecchia, calciatore svedese (Stoccolma, n. 1995)

## K(1)
- Stefano Kunčev, ex calciatore bulgaro (Trojan, n. 1991)

## L(1)
- Stefano Lilipaly, calciatore olandese (Arnhem, n. 1990)

## M(9)
- Stefano Magnasco, calciatore cileno (Santiago del Cile, n. 1992)
- Stefano Malacarne, calciatore italiano (Porto Santo Stefano, n. 1925)
- Stefano Mariani, ex calciatore italiano (Massa, n. 1957)
- Stefano Marini, ex calciatore italiano (Firenze, n. 1968)
- Stefano Marra, ex calciatore italiano (Roma, n. 1968)
- Stefano Marzo, calciatore belga (Lommel, n. 1991)
- Stefano Minelli, calciatore italiano (Brescia, n. 1994)
- Stefano Moreo, calciatore italiano (Milano, n. 1993)
- Stefano Moreyra, calciatore argentino (Reconquista, n. 2001)

## N(1)
- Stefano Napoleoni, calciatore italiano (Roma, n. 1986)

## O(2)
- Stefano Okaka, calciatore italiano (Castiglione del Lago, n. 1989)
- Stefano Oxilia, calciatore italiano (Savona, n. 1904 - Savona, † 1956)

## P(7)
- Stefano Padovan, calciatore italiano (Torino, n. 1994)
- Stefano Papiri, ex calciatore italiano (Roma, n. 1967)
- Stefano Pellegrini, calciatore italiano (Roma, n. 1953 - Roma, † 2018)
- Stefano Pellegrini, ex calciatore italiano (Varese, n. 1967)
- Stefano Pesoli, calciatore italiano (Anagni, n. 1984)
- Stefano Pettinari, calciatore italiano (Roma, n. 1992)
- Stefano Polesel, ex calciatore e allenatore di calcio italiano (Burano, n. 1974)

## Q(1)
- Stefano Quattrini, ex calciatore italiano (Roma, n. 1959)

## R(4)
- Stefano Raise, calciatore italiano (Grado, n. 1932 - † 2008)
- Stefano Rebonato, ex calciatore italiano (Verona, n. 1962)
- Stefano Ricci, ex calciatore italiano (Desio, n. 1974)
- Stefano Rijssel, ex calciatore surinamese (Paramaribo, n. 1992)

## S(12)
- Stefano Sabelli, calciatore italiano (Roma, n. 1993)
- Stefano Salvatori, calciatore e allenatore di calcio italiano (Roma, n. 1967 - Sydney, † 2017)
- Stefano Santamaria, calciatore italiano (Genova, n. 1904 - Genova, † 1982)
- Stefano Scappini, calciatore italiano (Perugia, n. 1988)
- Stefano Schiantarelli, calciatore italiano (Milano, n. 1891)
- Stefano Scognamillo, calciatore italiano (San Pietroburgo, n. 1994)
- Stefano Seedorf, ex calciatore olandese (Zaanstad, n. 1982)
- Stefano Sensi, calciatore italiano (Urbino, n. 1995)
- Stefano Simonini, calciatore italiano
- Stefano Sorrentino, ex calciatore italiano (Cava de' Tirreni, n. 1979)
- Stefano Sturaro, ex calciatore italiano (Sanremo, n. 1993)
- Stefano Surdanovic, calciatore austriaco (Wels, n. 1998)

## T(3)
- Stefano Tacconi, ex calciatore italiano (Perugia, n. 1957)
- Stefano Torrisi, ex calciatore italiano (Villanova di Bagnacavallo, n. 1971)
- Stefano Turati, calciatore italiano (Milano, n. 2001)

## V(3)
- Stefano Vavoli, ex calciatore italiano (Terracina, n. 1960)
- Stefano Visca, calciatore italiano (Villadeati, n. 1903)
- Stefano Visi, ex calciatore italiano (Porto San Giorgio, n. 1971)